# Roe kontra Wade
A Roe kontra Wade, 410 U.S. 113 (1973) az Egyesült Államok Legfelsőbb Bíróságának mérföldkőnek számító döntése volt, amelyben a bíróság kimondta, hogy az Egyesült Államok alkotmánya védi az terhességmegszakításhoz való jogot a magzat életképességének elérése előtt. A döntés számos állami abortusztörvényt hatályon kívül helyezett, és az Egyesült Államokban folyamatos vitát indított el az abortusz legalitásáról, illetve annak mértékéről, hogy ki döntsön az abortusz jogszerűségéről, és mi legyen az erkölcsi és vallási nézetek szerepe a politikai szférában. A döntés alakította azt a vitát is, hogy a Legfelsőbb Bíróságnak milyen módszereket kellene alkalmaznia az alkotmánybírósági ítélkezésben.
Az ügyet Norma McCorvey – a „Jane Roe” jogi álnév alatt – indította, aki 1969-ben harmadik gyermekével esett teherbe. McCorvey abortuszt akart, de Texasban élt, ahol az abortusz csak akkor volt legális, ha az anya életének megmentéséhez volt szükséges. Ügyvédei, Sarah Weddington és Linda Coffee pert indítottak a nevében az amerikai szövetségi bíróságon a helyi kerületi ügyész, Henry Wade ellen, azt állítva, hogy a texasi abortusztörvények alkotmányellenesek. A texasi északi kerületi bíróság három bíróból álló különleges bírósága tárgyalta az ügyet, és McCorvey javára döntött. A felek ezt az ítéletet fellebbezték a Legfelsőbb Bíróságon. 1973 januárjában a Legfelsőbb Bíróság 7–2 arányban McCorvey javára hozott döntést, amelyben kimondta, hogy az Egyesült Államok alkotmányának tizennegyedik módosításában szereplő jogszerű eljárási záradék alapvető „magánélethez való jogot” biztosít, amely védi a terhes nők abortuszhoz való jogát. Ugyanakkor azt is kimondta, hogy az abortuszhoz való jog nem abszolút, és egyensúlyt kell teremteni a kormánynak a nők egészségének és a születés előtti élet védelméhez fűződő érdekek között. Ezeket az egymással versengő érdekeket a bíróság úgy oldotta meg, hogy bejelentette, hogy az Egyesült Államokban az abortuszra vonatkozó összes szabályozást egy, a terhességi trimeszterre vonatkozó tervezet szabályozza. A Bíróság az abortuszhoz való jogot „alapvetőnek” minősítette, ami arra kötelezte a bíróságokat, hogy a megtámadott abortusztörvényeket a „strict scrutiny” standard szerint értékeljék, ami a legszigorúbb szintű bírósági felülvizsgálat az Egyesült Államokban.
A Legfelsőbb Bíróság Roe-ügyben hozott döntése az Egyesült Államok történetének egyik legvitatottabb döntése volt. A Roe-t sokan bírálták a jogi közösségben, köztük olyanok, akik úgy vélték, hogy Roe helyes eredményre jutott, de rosszul járt el, és egyesek a döntést egyfajta bírói aktivizmusnak nevezték. Mások szerint a Roe nem ment elég messzire, mivel a tágabb emberi jogok helyett a polgári jogok keretei közé helyezte.
A döntés a következő évtizedekben gyökeresen átalakította a republikánus és a demokrata párt választási koalícióját. Az abortuszellenes politikusok és aktivisták évtizedeken át az abortusz korlátozására vagy a döntés felülbíráltatására törekedtek; a 21. században a közvélemény-kutatások azt mutatták, hogy a többség, különösen a 2010-es évek végén és a 2020-as évek elején, ellenezte a Roe-döntés felülbírálását. A döntést ért kritikák ellenére a Legfelsőbb Bíróság 1992-es döntésében, a Planned Parenthood kontra Casey ügyben megerősítette a Roe központi megállapítását. A Casey-ügy felülbírálta a Roe trimeszteri keretét, és felhagyott a „strict scrutiny” standardjával az „indokolatlan teher” tesztje javára.
2022-ben a Legfelsőbb Bíróság a Dobbs kontra Jackson Women's Health Organization ügyben hatályon kívül helyezte a Roe-t azzal az indokkal, hogy az abortuszhoz való jog nem „gyökerezik mélyen a nemzet történelmében vagy hagyományában,” és nem tekintették jognak a jogszerű eljárási záradék 1868-as ratifikálásakor, és a Roe-ig ismeretlen volt az amerikai jogban.
A perből ihletve, az Egyesült Államokban, a névtelen sértettet a bírósági eljárásban Richard Roe és női változatában Jane Roe néven nevezik.

## Az abortusztörvények története az Egyesült Államokban

Az állami abortusztörvények a Roe kontra Wade ügy idején túlnyomórészt az Egyesült Államok déli részén voltak a leglazábbak. Azóta a legalitás demográfiai támogatottsága gyökeresen megváltozott.
Teljesen illegális (1 állam).
Legális a nő életének veszélyeztetése esetén (29 állam).
Legális nemi erőszak esetén (1 állam).
Legális a nő egészségét veszélyeztető esetekben (2 állam).
Legális a nő egészségének veszélyeztetése, nemi erőszak vagy vérfertőzés, vagy a magzat valószínű sérülése esetén (13 állam).
Legális az orvos belátása szerint (5 állam).

Az abortusz meglehetősen gyakori volt az Egyesült Államok történetében, és nem mindig volt nyilvános vita tárgya. Abban az időben, amikor a társadalmat inkább a házasságon kívül terhesség foglalkoztatta, a családi ügyeket a nyilvánosság kizárásával kezelték. Az abortusz büntethetőségét a szokásjogban történészek és jogtudósok vitatják.
1821-ben Connecticut fogadta el az első állami törvényt, amely az Egyesült Államokban az abortuszt szabályozta; megtiltotta a mérgek alkalmazását az abortusz során. 1840-es évektől kezdve az abortuszok száma megugrott. A 19. században az orvosi szakma általában ellenezte az abortuszt, amely Mohr szerint az orvosi diplomával rendelkező férfiak és az azzal nem rendelkező nők közötti verseny miatt alakult ki. Az abortusz gyakorlása az egyik első orvosi szakterület volt, és engedély nélküli emberek gyakorolták; főként jómódú emberek használták ki az ellátás adta lehetőségeket, és jól fizettek érte. A sajtó kulcsszerepet játszott az abortuszellenes aktivizmus és törvények megjelenésében. 1868-ban James S. Witherspoon, Texas harmadik legfelsőbb bírósági kerületének egykori ügyvivője szerint 1968-ban a 37 államból 27-ben nem volt legális az abortusz a második trimeszter előtt; 1883 végére a 37 államból harminc, a tíz külterületből hat, valamint a Hawaii Királyság, ahol az abortusz egykor gyakori volt, elfogadott törvényeket, amelyek korlátozták a második trimeszter előtti abortuszt. 1888-ban több mint tíz államban engedélyezték a második trimeszter előtti abortuszt, mielőtt megszüntették volna azt a kitételt, hogy az abortusz addig volt legális, amíg az anya nem érezte a magzat mozgását. 1900-ra minden államban voltak abortuszellenes törvények.

## Fordítás
Ez a szócikk részben vagy egészben  a   Roe v. Wade című angol Wikipédia-szócikk ezen változatának fordításán alapul.  Az eredeti cikk szerkesztőit annak laptörténete sorolja fel. Ez a jelzés csupán a megfogalmazás eredetét és a szerzői jogokat jelzi, nem szolgál a cikkben szereplő információk forrásmegjelöléseként.